# 帕特莫斯 (喬治亞州)
帕特莫斯（英語：Patmos）是位於美國喬治亞州貝克縣的一個非建制地區。該地的面積和人口皆未知。

## 地理
帕特莫斯的座標為31°22′34″N 84°33′54″W / 31.37611°N 84.56500°W，而該地的平均海拔高度為55米（即180英尺）。